# European Women’s Management Development
European Women’s Management Development (EWMD) ist ein Verband zur Förderung der Sichtbarkeit und Beteiligung von Frauen in höheren Positionen in Wirtschaft und Gesellschaft. EWMD wurde 1984 in Brüssel als europäisches Netzwerk gegründet. Der offizielle SItz des Vereines ist Wiesbaden. EWMD hat 2025 knapp 1000 Mitglieder weltweit. 

## Geschichte
1984 wurde EWMD von Frauen aus Wirtschaftsschulen, Universitäten und europaweiten Konzernen gegründet.
Damals war das Hauptziel, Frauen ins Management zu befördern, indem die Mitwirkung der Frauen und ihre Erfahrungen durch Studien und gute Best-Practice-Beispiele aus den Reihen der europäischen Unternehmen und Wirtschaftsschulen gezeigt wurden. Außerdem gehörte es zu den ersten Aktionen von EWMD, neue Rollenmodelle für berufstätige junge Frauen anzubieten. Die Gründerinnen waren Gay Haskins und Valerie Hammond aus England, Helga Stödter, Ariane Berthoin Antal und Camilla Krebsbach-Gnath aus Deutschland, Frederica Olivares und Ambra Poli aus Italien, Margit Wallsten aus Schweden und Elisabeth Michel-Alder aus der Schweiz. Die Gründung wurde von der European Foundation for Management Development (EFMD) in Brüssel unterstützt.
Heute ist das Hauptziel von EWMD, die Sichtbarkeit und Teilhabe von qualifizierten Frauen in Führungspositionen im Geschäftsleben und im Management zu erhöhen. Die Qualität des Managements soll durch Frauen und mehr Diversity verbessert werden. Im Juli 2008 startete das Projekt „Women on Board“ (Frauen im Aufsichtsrat/Vorstand). EWMD tritt für eine 40-Prozent-Quote von Frauen nach norwegischem Vorbild im Aufsichtsrat ein. 2010 hat EWMD die Nürnberger Resolution unterzeichnet.

## Lokale Gruppen
EWMD ist weltweit, aber überwiegend in Europa aktiv. Die meisten lokalen Gruppen gibt es in Deutschland, Österreich, Italien, Schweiz, Litauen und der Türkei.
In Deutschland ist der Verein tätig in Baden-Württemberg, Bayern, Berlin-Brandenburg, Hamburg, Niedersachsen, Rhein-Main, Rhein-Neckar, Rhein-Ruhr, und Sachsen, in Italien in Brescia, La Spezia, Reggio Modena, Mailand, Neapel, Rom, und Verona sowie in Österreich in Graz, Linz, Salzburg und Wien.
EWMD hat auch Mitglieder in Hongkong, Taiwan, Indien, Südafrika, den Vereinigten Staaten, Belgien, Rumänien, Spanien, Frankreich, dem Vereinigten Königreich und Schweden.

## Firmenmitglieder
EWMD bietet Unternehmen eine Firmenmitgliedschaft an. Firmenmitglieder sind ASB Comunicazione, Boehringer Ingelheim, Chiesi, Corrente AG, Daimler AG, Deloitte, Deutsche Telekom, Deutsche Rentenversicherung Bund, Gerard’s, Hogan Lovells, Mestemacher, MVV Energie, Nomesis, Procter & Gamble, Rolls-Royce Deutschland, SAP, Taylor Wessing, TÜV Rheinland und Valeo.

## Tagungen
Es finden jährlich nationale und internationale Tagungen statt.
- 1985: Organisational and Cultural change, Milan, Italy
- 1986: Industrial change and women's level corporate involvement, Hamburg, Germany
- 1987: Developing effective partnerships, Brighton, UK
- 1988: The changes and challenges of the new magager, Stockholm, Sweden
- 1989: Managing technological and environmental issues, Amsterdam, The Netherlands
- 1990: Managers's balancing acts: Zurich, Switzerland
- 1991: Breaking through, Brussels, Belgium
- 1992: Creativity, Milan, Italy
- 1993: New resources, Barcelona, Spain
- 1994: Woman in power - yesterday - today - tomorrow, Berlin, Germany
- 1995: New models for global managers, Philadelphia
- 1996: Management of the 21st Century in the five continents, Oporto, Portugal
- 1997: Power and Magic, Bodo, Norway
- 1998: Increasing womens's visibility in decision-making - women's networks in Europe, Brussels, Belgium (June 25-27)
- 1999: Conference Methodology: Open Space, Parma, Italy (June 3-5)
- 26. Internationale EWMD-Konferenz Shaping the Future. Sustainable Leadership. Green Content. Hamburg, am 18. Juni 2011.[5]
- 27. Internationale EWMD-Konferenz Making Sozial Innovation Happen vom 10. bis 11. November 2012 in Mayrhofen im Zillertal
- 28: Internationale EWMD-Konferenz International Citizenship and Diversity in multicultural Europe. 25. bis 27. Oktober 2013 in Brescia
- 30-jähriges Jubiläum, 12. September 2014 in Berlin
- 29. Internationale EWMD-Konferenz Diversity: Compliance Factor or Reason for Success? 13. bis 15. November 2015 in Istanbul
- 30. Internationale EWMD-Konferenz Shaping Our Future: Historyis our strength, future our horizon. 11. bis 13. November 2016 in Bardolino
- 31. Internationale EWMD-Konferenz Brave New Media World – a subject of daily challenges 22. bis 24. September 2017 in Ingelheim[6]
- 32. Internationale EWMD-Konferenz Corporate Social Responsibility: Distracting Commitment or Sustainable Leadership? 5. bis 7. Oktober 2018 in Vilnius
- 33. Internationale EWMD-Konferenz Will my Doctor be an App? 11. bis 13. Oktober 2019 in Wien
- 34. Internationale EWMD-Konferenz Women and Power: How To Avoid The Glass Cliff 2. Oktober 2021 - Online
- 35. Internationale EWMD-Konferenz Being Entrepreneural In Turbulent Times, 1. Oktober 2022, Berlin, Germany
- 36. Internationale EWMD-Konferenz Financial Independence and Wellbeing: The Win-Win for (all) Woman, 22.-23. Oktober 2023, Turin, Italy
- 37. Internationale EWMD-Konferenz EWMD,  40th Anniversary: "From Social Circles to Global Systems: Navigating the Connected World", 25.-27. Oktober 2024, Madrid, Spain
- 38. Internationale EWMD-Konferenz Women and Tourism. Shaping the Future of Travel, 19.-21. September, Zell am See, Austria

In den regionalen Gruppen werden Vorträge, Netzwerkgelegenheiten und Workshops zu Management-Themen veranstaltet.
Alle zwei Jahre vergibt EWMD International den She made a Difference Award an herausragende Frauen, die sich um Gender Diversity verdient gemacht haben. Im Jahr 2014 ging der Preis an Viviane Reding, Vize-Präsidentin der EU-Kommission a. D. und 2016 an Gay Haskins, Associate Fellow of Saïd Business School. Im Jahr 2019 ging der Preis an Edeltraud Hanappi-Egger, Professorin für „Gender and Diversity in Organizations“ an der Wirtschaftsuniversität Wien und seit Oktober 2015 Rektorin eben jener Universität.